# Detlef Rost
Detlef H. Rost (* 6. März 1945 in Olsberg) ist ein Marburger Psychologe, der vor allem durch das von ihm initiierte Marburger Hochbegabtenprojekt (MHP) bekannt wurde.

## Leben und Werdegang

### Studium
Rost studierte von 1965 bis 1968 Pädagogik an den Pädagogischen Hochschulen Westfalen-Lippe, Abt. Münster, Berlin und Ruhr, Abt. Hamm (u. a. bei Willi Ferdinand, Paul Oswald und Rita Süßmuth). 1968 machte er das Erste Staatsexamen an der PH Ruhr (Lehramt für Volksschulen) und studierte im Anschluss daran Psychologie, Erziehungswissenschaft und Psychopathologie an den Universitäten Göttingen und  Hamburg. Im Herbst 1973 legte er dort sein Diplom in Psychologie ab und promovierte im Februar 1976 ebenfalls in Hamburg mit einer Arbeit über den Begabungsfaktor „Raumvorstellung“. Von 1974 bis 1980 arbeitete er am seinerzeit neu gegründeten „Institut für Grundschulforschung“ (IfG) der Erziehungswissenschaftlichen Fakultät Nürnberg der Universität Erlangen-Nürnberg und baute dort das Forschungsprogramm auf.

### Lehrtätigkeit
1980 hatte er eine Vertretungsprofessur für Psychologie an der Universität Augsburg inne, 1981 wurde er Professor für Psychologie am FB Psychologie der Philipps-Universität Marburg. Ab 1995 war er an der Philipps-Universität Marburg Professor für Pädagogische Psychologie und Entwicklungspsychologie. Er leitete bis 2010 die entsprechende Arbeitseinheit und wurde im März 2010 pensioniert. Von April 2010 bis Ende September 2020 war er am Fachbereich Psychologie der Philipps-Universität in der AG Kinder- und Jugendpsychologie Gastprofessor. 2007/2008 war er Fellow am Hanse-Wissenschaftskolleg/Hanse Institute for Advanced Study in Delmenhorst.

### Lehrtätigkeit im Ausland
1989 hielt sich Rost als Gastprofessor zu Forschungsaufenthalten in Argentinien auf (Universidad Nacional de Lomas de Zamora und Universidad Nacional de La Plata). 1991 und 1996 folgten weitere Aufenthalte in La Plata, und 2006 dort wieder eine Gastprofessur. 1995 lehrte er an der Staatlichen Yanka-Kupala Universität in Grodno (Belarus); 1996 folgte ein Aufenthalt an der Staatlichen Pädagogischen Universität M. Tank in Minsk (Belarus). Außerdem war er mehrmals zu Forschungsaufenthalten an der Technischen Universität Kaunas (Litauen). Von 2013 bis einschließlich 2019 war  er als Gastprofessor an der Fakultät für Psychologie der Universität Südwestchinas in Chongqing (Xī nán Dà xué) der VR China tätig. Von 2020 bis 2023 war er dort Professor am Center for Mental Health Education.

## Forschungsschwerpunkte
Rost startete 1987 ein Längsschnittprojekt über Hochbegabte („Marburger Hochbegabtenprojekt“), das einige Jahre später um Hochleistende erweitert wurde. Es ist noch nicht beendet. 1999 konzipierte und gründete Rost zusammen mit S. R. Schilling (heute S. R. Buch) die „Begabungsdiagnostische Beratungsstelle BRAIN“, eine Anlaufstelle für Hochbegabungsdiagnostik und Hochbegabtenberatung, die er bis zum April 2022 leitete.  Er hat 1987 mit A. Knapp die Zeitschrift für Pädagogische Psychologie gegründet, die er bis heute mit herausgibt. Er initiierte und betreut als Herausgeber die inzwischen mehr als 100  Bände umfassende forschungsorientierte Buchreihe „Pädagogische Psychologie und Entwicklungspsychologie“ (Waxmann-Verlag Münster).
Rost hatte in Marburg zusammen mit Lothar Tent u. a. den Anwendungsschwerpunkt „Pädagogische Psychologie“ und später mit Arnold Lohaus das Curriculum „Kinder- und Jugendpsychologie“ aufgebaut.
Rost initiierte die Instituts-Reportreihe „Berichte und Arbeiten aus dem Institut für Grundschulforschung“ in Nürnberg. Mit Peter Grunow und Doris Oechsle edierte er 1975 den Reader „Pädagogische Verhaltensmodifikation“. 2009 ist sein Buch „Intelligenz: Fakten und Mythen“ erschienen, 2013 sein umfassendes „Handbuch Intelligenz“. Sein 1998 erstmals publiziertes und 2010 in 4. Auflage verlegtes „Handwörterbuch Pädagogische Psychologie“ gilt als Standardwerk für das Fach „Pädagogische Psychologie“ im deutschsprachigen Raum, die 5. Auflage wurde 2018 zusammen mit J. R. Sparfeldt (Universität des Saarlandes) und S. R. Buch (Universität Wuppertal) herausgegeben. 2020 wurde in China das zusammen mit X. Feng (Universität Südwestchinas in Chongqing) edierte Buch „Texte zum Lehren und Lernen“ veröffentlicht. 2022 erschien die 4., überarbeitete und erweiterte Auflage seines Methodenbuchs „Interpretation und Bewertung pädagogischer und psychologischer Studien“.

## Auszeichnungen
- Staatliche Yanka-Kupala Universität Grodno (Belarus): Ehrendoktor

## Schriften (Auswahl)
- „Grundfragen empirisch-pädagogischer Forschung“. Frankfurt: GFPF, 1973, zusammen mit K. H. Roberts
- „Analyse und Bewertung empirischer Untersuchungen“. Weinheim: Beltz, 1974, zusammen mit K. H. Roberts
- „Pädagogische Verhaltensmodifikation“. Weinheim: Beltz, 1975, zusammen mit P. Grunow & D. Oechsle
- „Raumvorstellung“. Weinheim: Beltz, 1977
- „Entwicklungspsychologie für die Grundschule“. Klinkhardt, 1980
- „Unterrichtspsychologie für die Grundschule“. Bad Heilbrunn: Klinkhardt, 1980
- „Erziehungspsychologie für die Grundschule“. Bad Heilbrunn: Klinkhardt, 1982
- „Dimensionen des Leseverständnisses“. Braunschweig: Pedersen, 1985
- „Lebensumweltanalyse hochbegabter Kinder. Das Marburger Hochbegabtenprojekt“. Göttingen: Hogrefe, 1993
- „Handwörterbuch Pädagogische Psychologie“. Weinheim: Beltz, 2010 (4., erweiterte Auflage).
- „Intelligenz – Fakten und Mythen“. Weinheim: Beltz, 2009
- „Hochbegabte und hochleistende Jugendliche“. Münster: Waxmann, 2009 (2., erweiterte Auflage)
- „Intelligenz, Hochbegabung, Vorschulerziehung, Bildungsbenachteiligung“. Münster: Waxmann, 2010
- „Handbuch Intelligenz“. Weinheim: Beltz, 2013
- „Intelligenz und Begabung, Unterricht und Klassenführung“. Münster: Waxmann, 2015
- „Handwörterbuch Pädagogische Psychologie“. Weinheim: Beltz, 2018, zusammen mit J. R. Sparfeldt & S. R. Buch (5., erweiterte Auflage)
- „Texte zum Lehren und Lernen“. Beijing: China Renmin University Press, 2020, zusammen mit X. Feng
- „Interpretation und Bewertung pädagogischer und psychologischer Studien“ (4., erweiterte Auflage). Bad Heilbrunn: Klinkhardt utb

### Tests
- „Lesen und Verstehen – Diagnose (LuV-D)“ und „Lesen und Verstehen – Training (LuV-T)“, zusammen mit G. Kalb & R. Rabenstein. Göttingen: Hogrefe 1980 (2. Auflage)
- „Differentielles Leistungsangst Inventar (DAI)“, zusammen mit F. J. Schermer. Frankfurt: Harcourt Test Services, 2007 (2. Auflage)
- „Differentielles Schulisches Selbstkonzept Gitter (DISK-Gitter mit SKSLF-8)“, zusammen mit J. R. Sparfeldt & S. R. Schilling. Göttingen: Hogrefe, 2007